# (1360) Tarka
(1360) Tarka – planetoida z pasa głównego asteroid okrążająca Słońce w ciągu 4 lat i 100 dni w średniej odległości 2,63 au. Została odkryta 22 lipca 1935 roku w Union Observatory w Johannesburgu przez Cyrila Jacksona. Nazwa planetoidy pochodzi od Tarki, przywódcy plemiennego w Transkei. Przed nadaniem nazwy planetoida nosiła oznaczenie tymczasowe (1360) 1935 OD.